# ハイウェイ (曲)
「ハイウェイ」は、日本のロックバンド・くるりの12枚目のシングル。発売元はSPEEDSTAR RECORDS。2003年の実写映画『ジョゼと虎と魚たち』のサウンドトラック『ジョゼと虎と魚たち』に収録されている。

## 概要
映画『ジョゼと虎と魚たち』のサウンドトラックを担当したくるりがテーマ曲として制作した曲。後にサウンドトラックからシングルカットし世に出され、FMなどでヘビーローテーションで流された。シングル化以前にはJ-WAVEで2003年春のテーマソングに選ばれている。
シングルには「ハイウェイ」の1曲しか収録されておらず、価格も通常のシングルの半分以下であった。
ジャケットのデザイナーは古賀鈴鳴。
ドラムの淡々とした8ビートにアコースティック・ギターが主体の曲である。
フジテレビワンツーネクスト『みんなの鉄道』シリーズのエンディングにも使われている。
2010年に美吉田月によってカバーされた（アルバム『Ska Flavor#3』に収録）。

## プロモーション・ビデオ
監督は竹内鉄郎。妻夫木聡が出演しており、自転車からオートバイ、トラック、幼稚園バス、消防車と次々に乗り物を乗り換える様が描かれている。撮影場所は千葉県千葉市緑区あすみが丘付近であると思われる。
その際に、妻夫木の姿は子供にしか見えていないなど、タイアップした映画の内容と雰囲気を似せたショートムービーのような細やかな演出がなされているのが特徴である。妻夫木本人も好んで聴く曲だと話す。

## 収録曲
1. ハイウェイ（作詞・作曲：岸田繁）